# Gliese 45
Gliese 45 is een hoofdreeksster van het type K6.5V, gelegen in het sterrenbeeld Toekan op 68.19 lichtjaar van de Zon. De ster heeft een baansnelheid rond het galactisch centrum van 97,1 km/s.